# Rødhovedet dværgpapegøje
Rødhovedet dværgpapegøje (Agapornis fischeri) er en dværgpapegøje, der findes i et relativt lille område i det nordlige Tanzania.
Den er indenfor fugleopdræt almindeligt udbredt i Danmark og er nem og ynglevillig. Den er både mindre støjende og mindre aggressiv end rosenhovedet dværgpapegøje. Der er opstået en del mutationer af denne art. 